# Ептінген
Ептінген (нім. Eptingen) — громада  в Швейцарії в кантоні Базель-Ланд, округ Вальденбург.

## Географія
Громада розташована на відстані близько 60 км на північний схід від Берна, 13 км на південний схід від Лісталя.
Ептінген має площу 11,2 км², з яких на 5,2% дозволяється будівництво (житлове та будівництво доріг), 47% використовуються в сільськогосподарських цілях, 47,5% зайнято лісами, 0,4% не є продуктивними (річки, льодовики або гори).

## Демографія
2019 року в громаді мешкало 535 осіб (+0,2% порівняно з 2010 роком), іноземців було 10,7%. Густота населення становила 48 осіб/км².
За віковим діапазоном населення розподілялося таким чином: 19,3% — особи молодші 20 років, 62,2% — особи у віці 20—64 років, 18,5% — особи у віці 65 років та старші. Було 235 помешкань (у середньому 2,2 особи в помешканні).
Із загальної кількості 389 працюючих 81 був зайнятий в первинному секторі, 92 — в обробній промисловості, 216 — в галузі послуг.